# Venstervlekmot
De venstervlekmot (Acanthophila alacella) is een vlinder uit de familie tastermotten (Gelechiidae). De wetenschappelijke naam van de soort werd als Gelechia alacella in 1839 gepubliceerd door Philipp Christoph Zeller. De combinatie in het geslacht Acanthophila werd in 1870 gemaakt door Hermann von Heinemann toen die de soort aanwees als het type van dat nieuwe geslacht. Die keus werd in 2003 gevolgd door Ponomarenko en Omelko.
De soort komt voor in Europa.